# 波士頓·科貝特
托马斯·H·「波士顿」·科贝特（英文名：Thomas H. "Boston" Corbett）（1832年1月29日—1894年9月1日）是美国北軍在南北战争时期的知名人物之一。他在維吉尼亚州的一个仓库击毙了刺杀亚伯拉罕·林肯的凶手约翰·威尔克斯·布斯。

## 早年生活
托马斯·波士顿·科贝特生于英国伦敦。后随家人移民至纽约。后成为一名在紐約州特洛伊的手工制帽人。
1858年7月16日，波士顿·科贝特参加完一场教会的聚会，在走路回家途中被两名妓女诱惑。为了抗拒性的诱惑，他用剪刀閹了自己，並丟棄生殖器，然後他在找醫生前吃了一餐並參加了一場禱告会。

## 军旅生涯

### 追逐约翰·威尔克斯·布斯
科贝特曾是一名纽约的装甲骑送兵。1865年4月24日，他们追到了杀死总统林肯的凶手布斯，两日后布斯及其同党大卫·埃罗尔德被包围在佛尼吉亚州一个烟草仓库内。不久后大卫投降，但布斯坚持不肯投降，当时科贝特在仓库的一个裂缝处。在1878年对科贝特的一次访谈中，科贝特透露当时布斯试图抢夺他的卡宾枪，科贝特因此开枪。事实上，该开枪举动违反了时任美国战争部长的埃德温·M·斯坦顿活捉布斯的命令，科贝特也因违反命令当场被捕。但事后斯坦顿表示“叛徒已死，忠者犹在”，并免除了对科贝特的处罚。

## 引用
1. ↑  Furgurson, Ernest B. . The American Scholar. Spring 2009  [19 June 2012]. （原始内容存档于2012-11-01）.
2. ↑  . Eyewitness to History/Ibis Communications.   [August 16, 2012]. （原始内容存档于2012-11-01）.（Quoting Lieutenant Edward Doherty, officer in charge of the soldiers who captured Booth）